# Ambulyx turbata
Ambulyx turbata är en fjärilsart som beskrevs av Moore sensu Swinhoe 1892. Ambulyx turbata ingår i släktet Ambulyx och familjen svärmare. Inga underarter finns listade i Catalogue of Life.